# Единение (Татарстан)
Единение — деревня в Нурлатском районе Татарстана. Входит в состав Егоркинского сельского поселения.

## География
Находится в южной части Татарстана на расстоянии приблизительно 13 км на северо-запад по прямой от районного центра города Нурлат у реки Большой Черемшан.

## История
Основана в 1921 году как сельхозартель выходцами из сёл Егоркино, Вишнёвая Поляна и деревни Караульная Гора.

## Население
Постоянных жителей было в 1926—132, в 1938—112, в 1949—443, в 1958—250, в 1970—163, в 1979—118, в 1989 — 60, в 2002 году 66 (чуваши 58 %, русские 42 %), в 2010 году 56.